# Château de La Houblonnière
Le château de La Houblonnière est une demeure du XVe siècle, remaniée au XVIe siècle, qui se dresse sur le territoire de la commune française de La Houblonnière, dans le département du Calvados, en région Normandie. L'édifice est inscrit au titre des monuments historiques.

## Localisation
Le château est situé à l'est de l'église de l'Assomption-de-Notre-Dame de La Houblonnière, dans le département français du Calvados.

## Historique
Au XVe siècle, le fief est la possession de la famille Guérin ou Guarin. En 1458, Jean Guérin fait aveu au roi de sa maison forte.
Au XVIe siècle, les terres sont entre les mains de la famille d'Oynville, dont l'un d'eux est à l'origine du château actuel.
Au XVIIe siècle, on trouve la famille Corbeyran de Cardillac, dont Jehan qui avait pour titre seigneur de la Houblonnière, de Serre et de la Boë. La famille des du Val de Bonneval en est, dés la fin du XVIIe siècle, en possession. Ils le conserveront jusqu'en 1860, après en avoir été dépossédé un temps lors de la Révolution.

## Description
Le château, ancienne maison forte du XVe siècle, remaniée au XVIe siècle, dresse ses bâtiments de divers époques autour d'une cour d'honneur rectangulaire fermée.
À l'origine, on accédait à celle-ci du côté sud par deux portes, une piétonne et une charretière avec arc en plein cintre, surmontées d'accolades très effilées et de croix à six branches. Le portail d'entrée est flanqué de deux échauguettes en encorbellement reliées entre-elles par un chemin de ronde couvert, percé de cinq ouvertures. Une grosse tour cylindrique du XVIe siècle, transformée en colombier, sur sa gauche, en assurait la défense avec plusieurs meurtrières percées dans le portail d'entrée. Du côté droit, la cour est bordée par long bâtiment en briques et pierres.
Après avoir franchi les portes, se dresse en face de celles-ci un corps de logis de la Renaissance, sur lequel s'appuie à droite une aile transformée au XVIIIe siècle, avec un rez-de-chaussée en pierre et un étage en pans de bois.

## Protection
Le château est inscrit au titre des monuments historiques par arrêté du 19 janvier 1927.